# 蘇南碩放国際空港
- 無錫碩放空港

蘇南碩放国際空港（そなん せきほう こくさいくうこう）は、中華人民共和国江蘇省無錫市新呉区碩放街道にある国際空港である。通称は無錫空港（むしゃく くうこう）。
1955年、無錫碩放空港とする軍用空港として建設された。中国人民解放軍空軍第26特殊任務師団第76電子戦連隊が常駐しており、早期警戒管制機KJ-2000、KJ-200、空中指揮機Y-8Tを運用している。エプロンには、大型軍用機を納めることができる大型ハンガーが設けられている。
2004年に軍民共用空港となった。2010年、江蘇省人民政府により、蘇南碩放国際空港と改称された。

## 概要
2004年2月18日に軍民共用空港として開業。2007年9月28日に新ターミナルが完成。
2010年3月12日、免税店が正式オープンした。無錫市では初めての免税店であり、国際線の出発便が集中する午前中のみの営業となっている。また、出発ターミナルにはインターネット（無線）が完備されている。
2023年5月、荷物運送センターと2本目滑走路の一部分誘導路の建設が開始している。
2024年12月14日、碩放空港の年間旅客取扱量は初めて 1,000万人を超え、江蘇省で2番目に年間旅客取扱量が 1,000万人を超える空港となった。また、無錫碩放空港は新しい第2滑走路の建設を計画している。最初に建設された滑走路の延長、新しいT3ターミナル、総合交通ハブなどの内容が中国民用航空局によって承認された。

### 将来的な計画
2本目の滑走路の建設予定、年間利用客数2,500万人と貨物取扱量（トン）1,500,000を見込んでいる。

## 運航状況
| 年度（西暦） | 旅客量国内順位 | 旅客量（人次） | 昨年比増減率% | 貨物量国内順位 | 貨物量（吨） | 昨年比増減率% | 離着陸数国内順位 | 離着陸数（回） | 昨年比増減率% |
| ------------ | -------------- | -------------- | ------------- | -------------- | ------------ | ------------- | ---------------- | -------------- | ------------- |
| 2004         | 55             | 326,704        |               | 43             | 7,005.0      |               | 65               | 3,012          |               |
| 2005         | 48             | 619,131        | 89.5          | 37             | 11,524.7     | 64.5          | 51               | 6,296          | 109.0         |
| 2006         | 46             | 924,883        | 49.4          | 37             | 13,877.1     | 20.4          | 49               | 9,469          | 50.4          |
| 2007         | 43             | 1,359,830      | 47.0          | 37             | 19,710.5     | 42.0          | 47               | 13,740         | 45.1          |
| 2008         | 39             | 1,642,497      | 20.8          | 27             | 39,065.1     | 100.8         | 48               | 16,380         | 19.2          |
| 2009         | 39             | 2,217,932      | 35.0          | 27             | 47,021.3     | 20.4          | 49               | 19,723         | 20.4          |
| 2010         | 39             | 2,535,277      | 14.3          | 27             | 57,070.685   | 21.4          | 49               | 21,978         | 11.4          |

2009年現在、平均乗車率は77%，平均運載率は74%である。

## 就航航空会社
| 航空会社     | 就航地 | 備考 |
| ------------ | --- | ---- |
| 深圳航空     | 北京首都、成都天府、重慶、広州、貴陽、海口、ハイラル、恵州、南寧、泉州、瀋陽、深圳、太原、西安、煙台、宜昌、運城、珠海 香港、マカオ、大阪/関西 |      |
| 中国東方航空 | 北京大興、長沙、成都天府、重慶、大連、広州、昆明、青島、三亜、瀋陽、深圳、太原、西安、廈門、イーニン 香港、マカオ、ソウル/仁川                 |      |
| 湖南航空     | 長春、長沙、ハルビン、シーサンパンナ、昆明、麗江、石河子、銅仁、トルファン、ウランホト、西寧、宜賓                                             |      |
| 吉祥航空     | 長沙、成都天府、重慶、桂林、ハルビン、恵州、南寧、青島、三亜、西安 シンガポール(2025年8月29日より運航再開予定)                                 |      |
| 瑞麗航空     | 成都天府、重慶、荊州、昆明、太原、延安 |      |
| 九元航空     | 広州、貴陽、衡陽、満洲里、瀋陽、営口 |      |
| 中国南方航空 | 広州、深圳 |      |
| 四川航空     | 成都天府、重慶 |      |
| 東海航空     | 長春、深圳 |      |
| 廈門航空     | 福州 |      |
| 祥鵬航空     | 昆明 |      |
| 長竜航空     | 大連、杭州、瀘州、深圳、襄陽 モスクワ/ジュコーフスキー                                                                                         | 貨物 |
| ベトナム航空 | ニャチャン |      |

2023年8月現在

## アクセス
- 無錫地下鉄3号線
  - 碩放機場駅
- 空港バス : 無錫駅まで1日24便、梁清路まで1日6便。運賃は5元。
  - 空港一号線 : 空港-旺荘東路（新区管委会）-招商城（興源路）-火車站（無錫駅）。所要時間 45分。
    - 無錫駅 : 6:00 7:00 8:20 9:20 10:20 11:20 12:20 13:20 14:20 15:20 16:20 17:20 18:20 19:20 20:20 21:20 22:20 23:20
    - 空港 : 6:40 7:40 9:00 10:00 11:00 12:00 13:00 14:00 15:00 16:00 17:00 18:00 19:00 20:00 21:00 22:00 23:00 0:00

  - 空港二号線 : 空港-旺荘東路（新区管委会）-招商城（興源路）-火車站（無錫駅）-梁清路（旧・汽車西駅）。所要時間 50分。
    - 公交梁清站 6:00 8:00 10:00 12:00 15:00 17:00
    - 無錫空港 6:50 8:50 10:50 12:50 15:50 17:50
- タクシー : 初乗り10元（2011年現在、サーチャージなし）
  - 新区暇日広場まで約30元
  - 市内まで約50〜60元
  - 江陰まで約150元
  - 宜興まで約250元
  - 張家港まで180元（高速道路を利用）
- 路線バス
  - 最寄のバス停は「六叉路口」。2km程離れていて、使い勝手はあまり良くない。
    - 92路 751路 752路（市内行き）、7路（公交三場行き）などが停車する。運行間隔は5分に1本。19時30分まで。

## 周辺
すぐ近くに312国道、滬寧高速道路・無錫空港出口がある。また、車で10分程の場所に無錫新区駅がある。